# Eduardo Santos (calciatore)
Eduardo Gonzaga Mendes Santos (28 novembre 1997) è un calciatore brasiliano, difensore del RB Bragantino.

## Carriera
Ha giocato nella prima divisione ceca, nella prima divisione brasiliana e nella seconda divisione brasiliana.

## Palmarès

### Club

#### Competizioni nazionali
- Campionato ceco: 1

Viktoria Plzeň: 2021-2022